# Mercedes-Benz CapaCity
Mercedes-Benz O530GL CapaCity – przegubowy autobus miejski, produkowany od 2007 roku przez niemiecką firmę Mercedes-Benz.

## Historia modelu

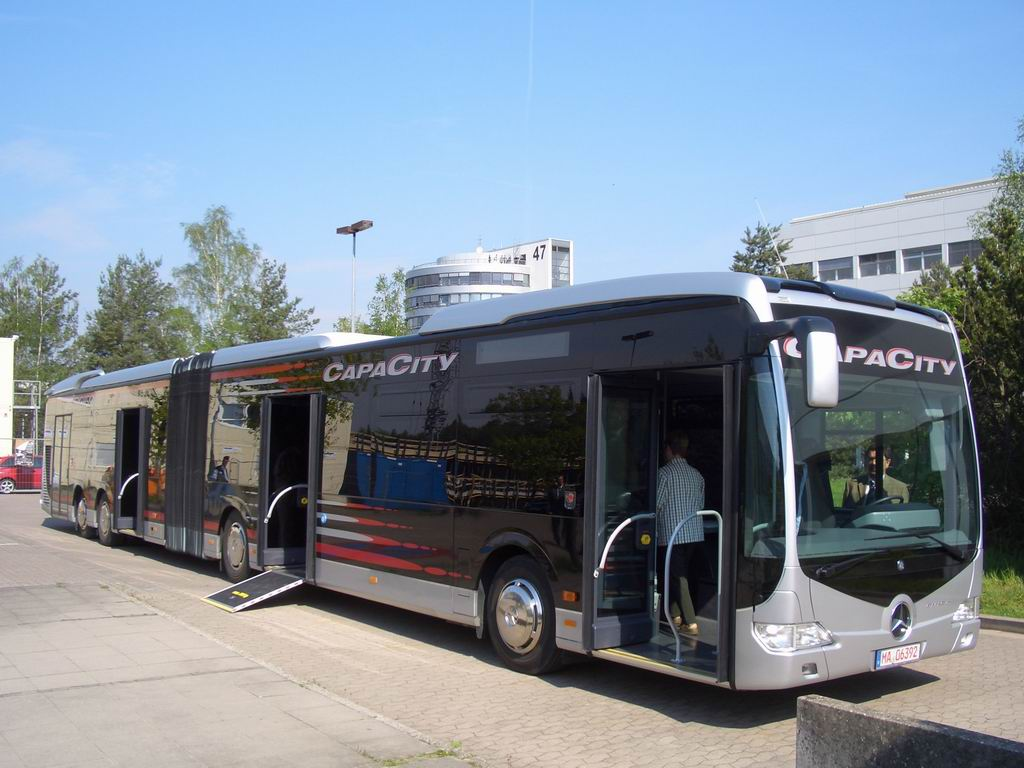
Prezentacja prototypu modelu Mercedes-Benz O530GL CapaCity w Kaiserslautern w 2006 roku

Mercedes-Benz O530GL CapaCity jest najdłuższą odmianą modelu Mercedes-Benz Citaro. Po raz pierwszy został zaprezentowany w listopadzie 2005 roku podczas wystawy Mercedes-Benz Omnibustage. Prototyp wyróżniał się m.in. kształtem szyby przedniej, która „wcinała” się w kierunku olbrzymiego logo Mercedesa na ścianie przedniej. Zastosowano w nim sześciocylindrowy silnik Mercedesa OM 457 hLA spełniającym normę emisji spalin Euro 4 o pojemności 11,967 dm³.
Na początku 2007 roku rozpoczęła się jego produkcja seryjna. Długość została zwiększona z 17,94 m do 19,54 m. W stosunku do przegubowego Citaro G różnice techniczne występują w wydłużonym drugim członie. Aby to wydłużenie nie spowodowało pogorszenia manewrowości pojazdu, za mostem napędowym zastosowano dodatkową, czwartą, skrętną oś wleczoną z pojedynczym ogumieniem. Takie rozwiązanie pozwoliło zachować taką samą średnicę zawracania, wynoszącą 22,85 m, jak w klasycznym, przegubowym modelu Citaro G. Czwarta oś była również potrzebna, by nie przekroczyć dopuszczalnych prawem nacisków na oś.